# Státní znak Belgie
Státní znak Belgie se, jako u většiny monarchií, vyskytuje ve trojí formě, jako malý, střední a velký znak.
Malý znak je nejpoužívanější, představuje jej černý štít se zlatým lvem a s červenou zbrojí, kteréžto barvy odpovídají barvám státní vlajky. Jde o historický znak vévodství Brabantského, tvořící jádro státu. Malý státní znak je převýšený korunou, z níž splývají stuhy jakoby šlo o císařskou korunu. Pod štítem je zavěšen řetěz řádu Leopolda II., za ním jsou zkřížena dvě žezla – s „Rukou Spravedlnosti“ a se lvem. Pod znakem je heslo buď ve francouzské verzi „L´Union fait la Force” nebo ve vlámské verzi „Eendracht maakt macht (česky V jednotě je síla).
Střední znak je doplněn o štítonoše – dva vpřed hledící přirozené lvy, každý z nich drží kopí se státním praporem. Dnes se téměř nepoužívá.   
Velký státní znak je znakem královským. Jde o střední znak, převýšený královským hermelínovým pláštěm s korunou. Na štítě je otevřená burgundská přílba s královskou korunou a černo-zlatými přikryvadly. Nad štítem je korouhev ve státních barvách s brabantským (belgickým) štítem, za stanem jsou zkříženy zlaté korouhve se znaky tradičních provincií (kromě Brabantu): zprava Lutyšsko, Východní Flandry, Západní Flandry a Antverpy, zleva Henegavsko, Limbursko, Lucembursko a Namur.  
Belgický státní znak je v hrubých rysech dán ústavou (Základním zákonem/ Grondwet van het Koninkrijk België), hlava šestá, všeobecné záležitosti/TITEL VI Algemeene Bepalingen, článkem 125: „De Belgische natie voert als kleuren: rood, geel en zwart, en als Rijkswapen, den Belgische Leeuw met de spreuk: EENDRACHT MAAKT MACHT”. Podle ústavy je tedy říšským znakem „belgický lev” s heslem „V jednotě je síla”.
Podrobnosti stanovuje královský výnos „O stanovení státní pečeti” ze 17. března 1837 (17 Mars 1837 Arrêté qui détermine le sceau de l'État (Bull. off., n. CXXVII).). Velký státní znak je zde nazýván velkou státní pečetí, malý znak malou pečetí.

## Popis velkého znaku
V černém poli zlatý lev s červenou zbrojí. Štít je převýšen zlatou helmicí či přílbou, zdobenou bordurou a damaskováním, otočenou dopředu, otevřenou, bez hledí, červeně podšitou a vrcholící zlatou královskou korunou, přikryvadla zlatá a černá; kolem štítu je zavěšen řetěz řádu Leopoldova, a provázen je dvěma zkříženými žezly, pravým s Rukou Spravedlnosti a levým se lvem ze štítu. 
Štítonoši jsou dva přirození vpřed hledící lvi, každý drží zlatou korouhev se zlatým třepením, dvakrát polcenou černě, zlatě  a červeně. Vše je položeno na červený hermelínový stan se zlatou bordurou, třepením a vyvázaný zlatými šňůrami, vrcholící královskou korunou, z níž vynikají dvě stříbrné stuhy se zlatou bordurou a třepením. Za stanem a nad ním vlající vztyčená korouhev (na příčném ráhně)/un panonceau v belgických barvách, na němž je umístěn štítek  Brabantu, totožný se znakem království. Tato korouhev/panonceau je provázena korouhvemi (praporci) osmi ostatních provincií, totiž:
vpravo 1.  Liège/Lutych, jež je čtvrcena, v prvním poli v červeném zlatý perron (sloup, symbol svobody měst Lutyšského biskupství) - na třech stupních, podložený třemi “dřepícími”/accroupis lvíčky a převýšený zlatou šiškou, což je znak knížectví Lutyšského; ve druhém červeném poli stříbrné břevno, což je znak vévodství Bouillon; ve třetím stříbrném tři korunovaní zelení lvi, znak markýzátu Franchimont; ve čtvrtém poli devětkrát děleno zlatě a červeně, což je znak hrabství Looz (též Loon). V patě vložena zlatá špice se třemi červenými lovčími rohy okovanými stříbrně na stříbrných šňůrách, což je znak hrabství Horn.
2. Flandre-Orientale/Východní Flandry: černý lev s červenou zbrojí ve zlatě. 
3. Flandre-Occidentale/Západní Flandry: polceno, v prvním zlatém poli modrý štenýř šesti kusů, přeložený červeným štítkem; ve druhém zlatém poli je černý lev s červenou zbrojí.
4. Anvers/Antverpy, polceno, v prvním červeném poli tři věže (dvě a jedna), spojené třemi kurtinami (stěnami), nad dvěma bočními věžemi po jedné dlani, jedné kosmé a jedné šikmé, vše stříbrné, s černými spárami a okny, hlava (Svaté) Říše, tedy markrabství Svaté říše římské;  ve druhém zlatém poli tři červené kůly, na zlatém štítku ve středu poli černý orel, což je znak panství Mechelen/seigneurie de Malines; stříbrná pata s modrým kůlem je znakem panství/seigneurie de Turnhout.
Vlevo: 1. Hainaut/Henegavsko, čtvrceno, v 1. a 4. zlatém poli černý lev s červenou zbrojí; ve 2. a 3. zlatém poli červený lev s modrou zbrojí.
2. Limbourg/Limbursko, ve stříbře červený dvouocasý lev se zlatou zbrojí a korunou.
3. Luxembourg/Lucembursko, ve stříbrném poli s pěti modrými břevny červený dvouocasý lev se zlatou zbrojí a korunou.
4. Namur, ve zlatě černý lev s červenou zbrojí, přeložený červeným kosmým zúženým břevnem. 
4. Namur, ve zlatém poli černý lev s červenou zbrojí, přeložený červenou kosmou latí (Bâton). 
Deviza: L'union fait la force (Eendragt maekt magt) zlatými literami na červené stuze černě lemované.

## Popis malého znaku
V černém poli zlatý lev s červenou zbrojí, převýšen (štít, nikoli lev!) zlatou královskou korunou červeně podšitou se stříbrnými stuhami se zlatou bordurou a třepením. Za štítem je zavěšen řetěz (kolana) Leopoldova řádu, provázený dvěma zkříženými žezly, pravým s Rukou Spravedlnosti, levým se lvem ze štítu. Deviza: L'union fait la force (Eendragt maekt magt) zlatým písmem na červené stuze černě lemované.  
V praxi se velkého znaku zřejmě užívá jen na královské pečeti, příslušníci královského domu užívají středního znaku nebo jeho modifikací a belgické státní instituce malého znaku.